# Raffaele Giraud
Raffaele Giraud (La Maddalena, 18 gennaio 1908 – ...) è stato un calciatore e allenatore di calcio italiano, di ruolo centrocampista.
Terzogenito di cinque fratelli, era indicato come Giraud I per distinguerlo dai fratelli minori Giovanni e Michele, con cui militava contemporaneamente nel Savoia dal 1930 al 1932 e nel campionato 1938-1939.

## Carriera

### Giocatore
Iniziò a giocare a tredici anni nelle giovanili del Savoia, disputando anche alcune gare nella prima squadra, nel campionato di Promozione, secondo livello all'epoca. Passò alla Pro Fiume di Torre Annunziata per poi trasferirsi alla Forte e Veloce della stessa città.
Si spostò con il padre a Taranto dove rimase per tre anni, per poi ritornare nel napoletano tra le file del Pro Poggiomarino, con cui vinse il campionato di Seconda Divisione 1925-1926. In seguito militò ad anni alterni nel Savoia, per un totale di nove stagioni, in cui collezionò 183 presenze e 16 reti. Giocò nel Cagliari dal 1927 al 1930, dove tra l'altro svolse il servizio militare, siglando 3 reti in 31 partite, e nella Catanzarese nel campionato di Serie B 1934-1935.
A fine carriera lasciò il Savoia per un anno per militare nella Scafatese e rientrare al Savoia l'anno successivo. Con il Portici giocò il Campionato campano.

### Allenatore
Da allenatore guidò il Savoia nel 1956.

## Palmarès

### Giocatore

#### Competizioni nazionali
- Seconda Divisione: 1

Pro Poggiomarino: 1925-1926

#### Competizioni regionali
- Prima Divisione: 2

Savoia: 1937-1938
Scafatese: 1940-1941
- Seconda Divisione: 1

Savoia: 1926-1927
- Coppa Campania: 2

Savoia: 1937-1938
Scatafese: 1940-1941
- Targa Capocci: 1

Savoia: 1937-1938